# La Villa de Los Santos
La Villa de Los Santos también llamada Heroica Villa de Los Santos, es un corregimiento del distrito panameño de Los Santos, en la provincia de Los Santos. Ubicada en el sureste del río La Villa, esta población colonial fue la antigua capital de la provincia de Azuero y junto a Chitré es uno de los principales centros urbanos del eje metropolitano de la cuenca del río La Villa, principal núcleo poblacional de Azuero y uno de los más activos económica e industrialmente de la península de Azuero.
Con sus 25.723 habitantes en su término municipal es la segunda más poblada de la provincia de Los Santos por detrás de Las Tablas con 27.416 habitantes. Su casco antiguo mantiene el trazado original del periodo español, desarrollado alrededor de la Iglesia de San Atanasio y de la Plaza Central. Es notable su típica la arquitectura colonial española con marcada influencia andaluza.
El 10 de noviembre de 1821 se manifestó en la Villa de Los Santos una corriente separatista contra España, fecha que se toma como el primer grito de independencia.[cita requerida]
La Villa de Los Santos guarda aspectos físicos ancestrales al igual que tradiciones como la celebración religiosa y cultural de Corpus Christi, donde afloran danzas folclóricas tales como las diabladas con diablitos sucios y diablos limpios, danzas negroides como el zaracundé, los gallotes, las enanas, el torito, los parrampanes, las mojigangas, las danzas de la conquista de México o danzas de la Montezuma española y la Montezuma cabezona, relacionadas con Moctezuma Xocoyotzin. Un colorido grupo de danzas folclóricas son el reflejo de esta festividad.
Otras festividades importantes son el Carnaval, la Semana Santa y la Feria Internacional de Azuero.[cita requerida]

## Toponimia
En el siglo XVI inmigrantes castellanos fundan la población el día de Todos Los Santos, por lo que toma su nombre de esta celebración católica. El Día de Todos Los Santos es una tradición cristiana instituida en honor de Todos los Santos, conocidos y desconocidos, según el papa Urbano IV, para compensar cualquier falta a las fiestas de los santos durante el año por parte de los fieles. Tiene origen en la festividad celta del Samhain o Samaín. Los santos (< latín sanctus, -i; ['elegido por Dios']) son hombres o mujeres distinguidos en las diversas tradiciones religiosas por sus supuestas relaciones especiales con las divinidades. Posteriormente se denominaría Los Santos a toda la península de Azuero y actualmente a la provincia homónima. En cuanto al título nobiliario Villa, este fue concedido a la población por la corona española como medida conciliadora con Natá y hace referencia a un poblado inferior, en este caso a Natá.

## Historia
La Villa de Los Santos fue fundada el 1 de noviembre de 1569, el día de Todos Los Santos, por inmigrantes españoles, criollos y mestizos provenientes de Natá de los Caballeros que se habían asentados inicialmente en áreas poco pobladas de la península. Se considera esta fundación un acto de desobediencia a Natá, que controlaba el área desde 1522, ya que se realizó por el anhelo de libertad. La población se fundó siguiendo los parámetros fijados por la corona española, cerca de un río importante en un área fácil de defender y siguiendo la simetría de las ciudades españolas.
Así como ejemplos de fundaciones trascendentales de programas con razonamientos a priori, donde el desplazamiento geográfico de las ciudades respondía a preocupaciones geométricas como las que se tienen en: el Binomio Panamá Nombre de Dios, Santiago de Veraguas (1636), Montijo, Alanje (1589 1522), etc. Así pues, tales ciudades fueron concebidas de antemano por un programa racional y dirigido.
La excepción la tuvo entonces La Villa de Los Santos, porque su fundación difiere del de muchos en diferentes aspectos, ya que fue fruto de la espontaneidad y sus fundadores llegaron con esa pinta de rebeldes a orillas del río La Villa con armas empuñadas. Es en este punto en el que la fundación llevó tiempo, la constitución del poblado fue lenta, tarda aproximadamente una década, mientras que las de otras poblaciones duraban horas porque solo era la ceremonia formal de una fundación.
Posteriormente, sus pobladores fueron ocupando en forma gradual y lenta, la región de Parita, río Cubita, Mensabé, Guraré entre otras áreas de la región de Azuero en el periodo de una década según los estudios y datos referentes a las fundaciones; luego se agrupan en sitios y proceden a emprender la fundación.
Un número plural de documentos existentes en el Archivo General de Indias, en Sevilla, brinda varias indicaciones aclaratorias que no dejan lugar a dudas, sobreviniendo, así como una reanimante cría de cada mañana ante la confusión que crea en los orígenes santeños.
Cabe señalar que para el año de 1515, Gaspar de Espinosa, fue quien visitó por primera vez la tierra santeña y el cometido de una fundación se dio por vez primera en 1556, por el padre Pedro de Santa María, dándole el nombre de Santa Cruz; y él fue hecho ocurrido sobre el río Cubita, que radicalmente después cambia su nombre a río La Villa, por orden del Gobernador de Panamá Don Juan Rodríguez de Mojaráz.
Es así entonces en el que el proceso se podría dividir en tres períodos comprendidos así: el inicial en 1558, año en el que las autoridades hacen efectivas en la Alcaldía Mayor de Natá las disposiciones reales dirigidas a suprimir en Castilla de Oro el régimen de Encomienda Indígena, eliminando la mano de obra gratuita y deja como principal fuente de riqueza de los colonos: esto ocasionó un golpe mortal para la mayoría de los natariegos y la vida colonial sufrió una transformación rigurosa y fundamental. Luego y casi después las medidas de los luchadores en contra de la esclavitud, los natariegos improvisaron una doble solución que consistió en la división de los grupos en dos partes: uno se fue a Veraguas en compañía de Francisco Vásquez y se establecieron en Santa Fe para el año de 1558 y posteriormente una parte de este grupo se fue a Concepción en 1559 y más tarde en la Filipina en 1571, mientras que el otro grupo se dirigió hacia el interior de Azuero tras la búsqueda de tierras nuevas para vivir, sabiendo que el régimen laboral ya no se apoyaría en los indígenas, sino en el propio esfuerzo gratuito de los colonos.
La colonización de La Villa se llevó lentamente, teniendo en 1610 sólo 20 vecinos, al pasar de los tiempos fue creciendo y ya en 1630 poseía dos curas y un hospital; en 1686 tenía más de 300 habitantes.

### La fundación de La Villa de Los Santos
Un 1 de noviembre de 1569 se realiza por su fundación, en el Día de Todos Los Santos, de allí es donde proviene su nombre.
Según testimonios, 18 fueron los fundadores y la elección capitular de la misma fecha del hecho, lanza los siguientes resultados:
- Los Aliados Ordinarios de la Fundación de La Villa de Los Santos: Francisco Gutiérrez quien fue escogido como alcalde, y Pedro Martínez de Montenegro.
- Sus Regidores: Manuel de Barrios, Benito de Oballe, Francisco de Escobar y Ambrocio Rabelo.
- El Escribano: Alonso Jiménez.

Ya acontecido el esperado acontecimiento fundacional, a espaldas prácticamente, la nueva población no podía contar con la aprobación y autorización de la autoridad natariega, Rodrigo de Zuñiga Alcalde de Natá desde los tiempos de Pedrarias, arma su gente y sin dar espera al reposo de su plan de acción se dirigió a Los Santos entre los días 2 y 5 de noviembre encontrándose con 38 hombres rebeldes, sumándoles las cabezas de familias, siendo estos una veintena de hombres más bien armados de lanza, espadas, arcabuces y ballestas, dispuestos a presentar resistencia a los natariegos, a quienes no se les descifra la cantidad de hombres que llegaban a desmontar el complicado proyecto de fundación. El encuentro se produjo en un lugar fuerte y estrecho junto a la quebrada llamada La Rabelo; luego después del forcejeo, los santeños cabecillas fueron presos en una cárcel de Natá.
El alcalde de La Villa de Los Santos, Don Francisco Gutiérrez, principal cabecilla fue condenado a morir en la horca, luego de haber sido arrastrado por las calles de Natá; mientras que a Francisco de Escobar y Manuel Barrios se les condenó a diez años de destierro del término de Natá.
Los Santeños apelan a la Real Audiencia y las sentencias que el Alcalde de Natá les había impuesto a los principales fundadores no se lleva a cabo. El pleito entre Natá y la recién fundada Villa, dura aproximadamente cinco años, hasta que la Real Audiencia dicta un fallo favorable y ordena así mismo que Los Santos tenga categoría de Villa, seguramente para no defraudar a los descontentos natariegos. La sentencia en grado de revista que confería a Los Santos la calidad de Villa, confirmando su fundación, tenía fecha de 10 de noviembre de 1573.
La fundación santeña desempeñó un papel decisivo en el proceso expansivo hispánico en el interior del país y, consecuentemente, en el afianzamiento y extensión del espíritu de nuestra raza mestiza. Fue centro de expansión colonizadora hacia el occidente del Istmo, en dirección a Veraguas, y hacia el sur en dirección a Azuero, cuyos territorios lentamente fue ocupando la onda expansiva. Y la influencia ductora del núcleo santeño como eje de la vida económica y social llega hasta la terminación del período colonial para volver a imponer su pujanza y dinamia creativa en el Grito de Independencia del 10 de noviembre de 1821. Puede decirse sin lugar a dudas que el espíritu libertario de 1821 tiene sus raíces más profundas en aquel 1 de noviembre de 1569.
La Fundación de la Villa de Los Santos, se lleva a cabo sin los requisitos indispensables de la legislación que permitía efectuar estos actos por lo que da margen a que las autoridades natariegas renieguen de ello y acusen a los santeños de "usurpación de jurisdicción ajena", ya que no poseían licencia para tal fin. En 1579 los santeños obtienen la real cédula que les permite que un acto espontáneo se constituya en un acto legal y lograra así obtener el título de Villa de Los Santos.
La Villa de Los Santos, surge de pobladores asentados a la orilla del río Cubitá que en principio eran indígenas a la llegada de los conquistadores que se dice fue en 1515, La Fundación de este poblado a orillas del Río Cubitá (Hoy Rio La Villa) se realizó al mismo tiempo que se fundp, Santigo de Olá, Santa Helena de Parita y SANTA CRUZ ( La Villa de Los Santos) por orden de Juan Ruiz de Monjarraz estas tres poblaciones en el año de 1558, quien asumió el Poder de Gobernador entre 1557 hasta 1559. (Confirmado en su Biografía)

### Primer Grito de Independencia en la Villa de Los Santos
Resumen:
Desde los alrededores de 1810 se inicia el movimiento revolucionario y no fue hasta el 10 de noviembre de 1821 que se da el famoso grito de la independencia de La Villa de los Santos.
El Coronel Santeño Segundo Villareal conjunto con un grupo de campesinos toma la cárcel liberal los prisioneros políticos apresando los militares españoles y declarando libertad en La Villa de los Santos.  Familias conservadoras como los Vásquez, Mendieta y Garrido jugaron un papel decisivo en la declaración de la independencia de Panamá y los nombres de estas heroicas  familias se encuentren en el escudo municipal de Los Santos y su participación es reconocida en el Himno de Los Santos. Los descendientes de estas familias en la actualidad muchos de ellos son profesionales en la rama de la medicina, abogados, ingenieros, comerciantes y educadores.
Desaparecido el gobierno español, se anunció en cabildo abierto por parte del consejo jurar mantener la libertad adquirida y lograr la total independencia del Istmo.

## Folklore

### El Corpus Christi de La Villa de Los Santos

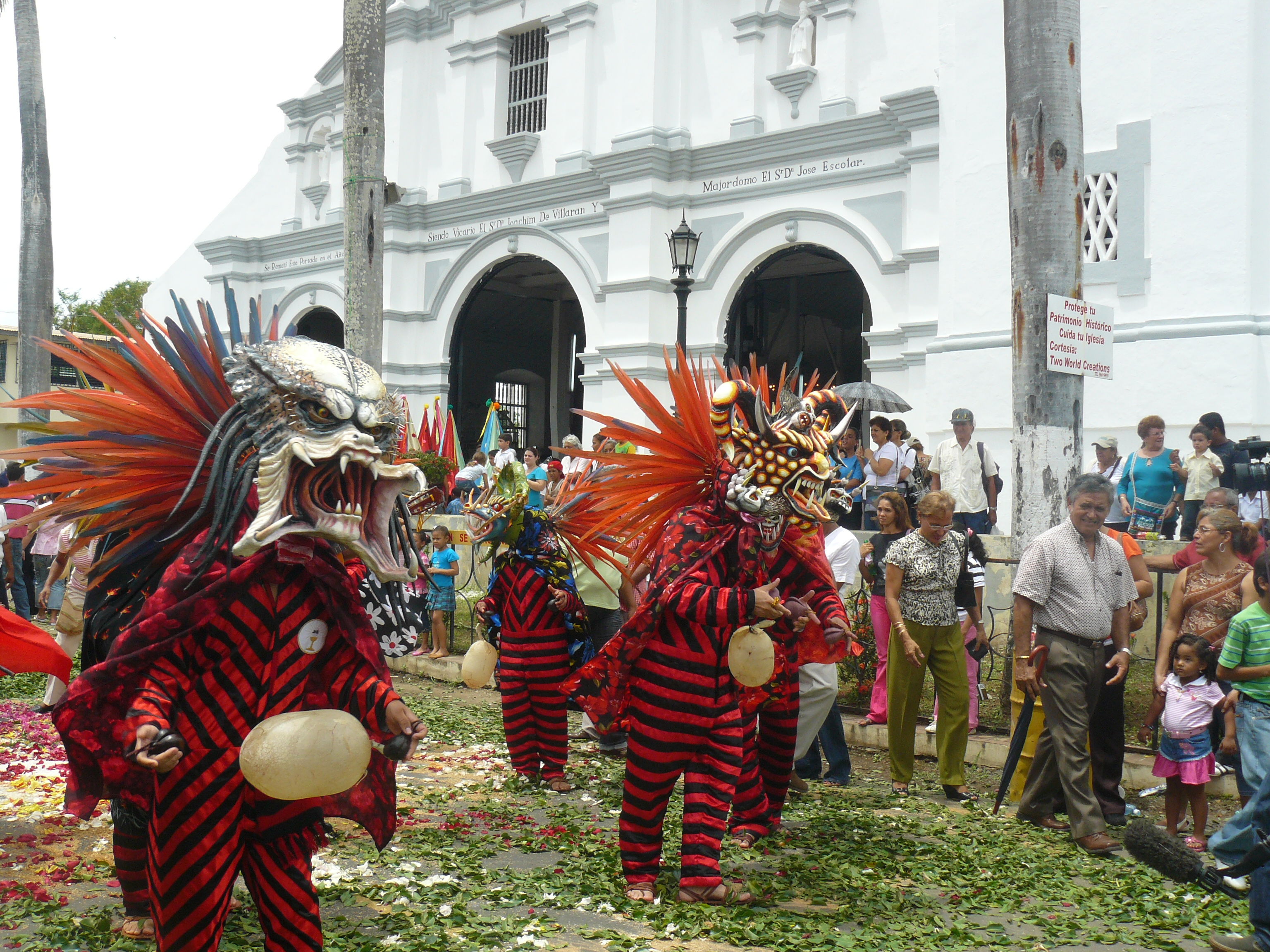
Celebración de Corpus Christi al frente de la Iglesia de San Atanasio.

Las celebraciones del Corpus Christi en La Villa de Los Santos, tienen vigencia desde los tempranos días de la colonia. Al celebrarse cada año esta festividad religiosa-tradicional, muchos son los cuestionamientos sobre todo lo que ella encierra y su relación directa: Iglesia (Religión)-Tradición (Pueblo) como legado folklórico, el caso de las Danzas y las Costumbres que por muchísimo tiempo se han conservado en las mismas.
Actualmente estas festividades mantienen sus características, tal y como han sido transmitidas a través de la tradición oral y es gracias a la Asociación Rescate de Danzas “Miguel Leguízamo”, integrada por un dinámico grupo de santeños, que éstas manifestaciones han tomado un gran realce en los últimos años, puesto que se ha investigado de manera científica y especializada bajo los preceptos de la folklorología, se han recopilado información y hechos, para luego aplicarlos hacia una reactivación con la que se pueda conservar, promover y enseñar éstas manifestaciones, al igual que lograr la difusión de las mismas, a través de diversos medios, con expectativas de informar y educar como Patrimonio Cultural y Natural que preserva nuestra querida Villa de Los Santos que se ha convertido en un relicario sagrado de las más rancias tradiciones.
La Villa de Los Santos, mantiene una historia interesante desde mucho antes de su fundación, ya que hacia 1515, el Licenciado Gaspar de Espinosa visitó por primera vez las tierras santeñas que durante la colonia fue Alcaldía Mayor y depositaria de alguna riqueza colonial, cuando la tomó el pirata inglés Townley. Para el siglo XVII se establecieron varias familias procedentes de Natá de los Caballeros y existen datos de que en 1589 se da una migración de santeños hacia el sur de la península de Azuero, dando como resultado la fundación de nuevas poblaciones tales como Las Tablas, Pocrí y Pedasí entre otras.
La Villa de Los Santos en la actualidad se constituye en una de las poblaciones donde la conservación de los elementos raizales y tradicionales, como lo es el caso del Corpus Christi son de suma importancia en la vida de la comunidad. Por ello vamos a tratar de mencionar los aspectos más conocidos sobre las primeras manifestaciones de esta festividad religiosa en las tierras santeñas.
La introducción de los aspectos religiosos cobró mayor fuerza en la Villa de Los Santos, cuando se levanta el templo que en su fachada principal dice: “Se remató esta portada en el año de 1782 siendo vicario el Sr. Dn Joachim de Villaran y Mayordomo el Sr. Dn José Escolar. Una demostración clara que desde la fundación de La Villa de Los Santos (1569) hasta la instalación del templo (1782) pasan varios años en los que la catequización debió haberse dado sin una estructura hasta el levantamiento de lo que es hoy día la Iglesia de San Atanasio.
La Iglesia desde entonces se constituye en el más importante baluarte de la fe de los santeños y es cuando las celebraciones del Corpus Christi toman mayor importancia en tiempos de la colonia. Se instituyen las manifestaciones que desde ese entonces han de darle características especiales al Corpus Christi.
Para esa época la Iglesia católica Universal en su inquietud de captar adeptos al cristianismo, utilizó formas de teatro profano en los templos en toda Europa y por ende en España, costumbre que se trajo a América y encontró su asiento en la Villa de Los Santos.  Es precisamente en el festejo del Corpus Christi donde se introdujeron danzas y oficios propios de la comuna santeña, en el caso de algunas representaciones de Autos Sacramentales que aún tienen vigencia como la lucha entre el bien representada por el Arcángel San Miguel y el Demonio representado por el Diablo Mayor.
En La Villa de Los Santos, con el correr de los años estas celebraciones han tomado forma a través de un ciclo festivo que inicia con la Víspera de la Santísima Trinidad, donde una representación teatral tiene su significado con lo que se denomina El diablo encueta’o que marca el inicio de todo el ciclo religioso – tradicional. Estas representaciones teatrales se han dado a través de los años con la participación de las llamadas diabladas cuyos máximos exponentes son los Diablicos Sucios que representan una pantomima del mal o sea el demonio que trataba de asustar y amedrentar a los incrédulos de las cosas de la iglesia, dándose el sábado antes de la celebración de la Santísima Trinidad.
Luego el siguiente miércoles se celebra La Víspera de Corpus con una representación teatral, ahora con otra forma de diablos demonios “Grandiablo o Diablicos Limpios”, quienes “cuartean” el Sol, dividiéndose el Astro Rey en cuatro partes como representación del dominio total del Mundo. A las doce del mediodía de cada día, se dan estas representaciones que han sido trasmitidas a través de la tradicional oral. La noche de la víspera del Corpus, no se duerme y la gente trasnocha entre juergas, cantores y juglares hasta que aproximadamente al amanecer todos van en busca de El Torito, una de las danzas que tiene representación en estas festividades y ya es precisamente el gran día, El Jueves de Corpus Christi cuando se inicia a las 10:00 de la mañana la tradicional Misa de Corpus Christi con representaciones dentro del templo y luego La Procesión del Corpus Christi donde el Santísimo Sacramento del Altar recorre algunas calles del pueblo, donde se han dispuesto altares y alfombras de flores para recibir la visita del Santísimo y las Danzas Tradicionales acompañan esta procesión.
Ocho días después se celebra La Octava de Corpus donde la liturgia se basa en el festejo de la última novena y Salve dedicada al Sagrado Corazón de Jesús. En este día se cuentan con representaciones teatrales en las plazas y calles para celebrar al siguiente día El día del Corazón de Jesús, cerrando de esta manera el ciclo religioso–tradicional.
En la Villa de Los Santos se ha incorporado en los últimos años las presentaciones de las danzas folklóricas en un Día dedicado al Turismo el cual no forma parte de este ciclo y más adelante la mujer santeña sobresale en estas representaciones que han tenido desde sus inicios el mismo principio del teatro griego, donde sólo los hombres podían representar las danzas. La mujer participa con un toque de gracia en un día dedicado exclusivamente a ella.
Aunque este ciclo religioso tradicional del Corpus Christi se basa en la liturgia cristiana y con el correr del tiempo se le han adicionado manifestaciones que en un principio fueron introducidas para la catequización, estas han quedado arraigadas en la memoria patrimonial del pueblo que aún conservan vigencia colectiva y socializada, trasmitida de generación en generación, a través de la tradición oral de forma empírica cuya función ha sido inalterable, ubicables en su medida y modificables según las consecuencias del propio pueblo que las produce.
Con el objetivo de catequesis para la religión cristiana, la Iglesia católica introdujo algunas formas de teatro con representaciones dentro del los templos, Autos Sacramentales que al cumplir su misión fueron trasladadas del interior de las iglesias, al atrio, posteriormente a las plazas y por último a las calles. En La Villa de Los Santos, las representaciones que se dieron en el interior de la iglesia, corrieron el mismo proceso y se convirtieron en Danzas Folklóricas a través del tiempo. Todas ellas constituyen un legado indiscutible cuyas formas fueron modificadas por la colectividad. Existen controversias entre algunos investigadores que señalan que los Autos representados en las iglesias, solamente tocaban temas de Nacimientos, los Misterios y la Adoración de los Reyes Magos. El patrimonio cultural y natural que representan las Danzas del Corpus Christi en la Villa de Los Santos, son sin duda el resultado de este sincretismo religioso – popular que ha ocasionado que persistan hasta nuestros días las representaciones de danzas relacionadas con diferentes temas tales como religiosos, de trabajo, históricos, pantomimas, entre otros.
Muy poca documentación detalla sobre la incorporación de representaciones teatrales dentro de los templos donde el tema del diablo y las tentaciones sea el cometido principal. Sin embargo, se conocen datos de estas representaciones en eventos como la coronación de la reina Sibilla de Fortía en 1380, en Nápoles se da otra representación en 1493 y por vez primera se mencionan las festividades de Corpus donde estas representaciones se dieron en 1494 en Barcelona. Más adelante hay referencias de éstas representaciones en Tarragona en 1601, 1612 y 1695. La incorporación de estas representaciones en América se refiere a todo el proceso de catequesis que la Iglesia Católica tuvo que realizar durante la colonización española y de allí se propagó por el Nuevo Continente, creando formas diversas en puntos geográficamente distintos como lo son Oruro en Bolivia, Yare en Venezuela, Santo Domingo en República Dominicana y en Panamá. Cabe señalar que existen en nuestro país formas diversas de estas diabladas y en La Villa de Los Santos se conocen y mantienen en vigencia actual dos formas de diabladas específicas y claras, una con pantomima y la otra dialogada.

## Educación
La Villa de los Santos cuenta con dos Colegios Secundarios, el Instituto Coronel Segundo de Villarreal y el Instituto Profesional Técnico de Azuero. A nivel de educación superior cuenta con una universidad privada, Universidad Católica Santa María La Antigua y dos universidades pública, Universidad Tecnológica de Panamá y la Universidad Especializada de las Américas. Sede de la península de Azuero. También cuenta con la Escuela Primaria Nicanor Villalaz y el Centro de Estudios Superiores de Folklor "Dora Pérez de Zárate", como entidad especializada en los estudios del Folklore y Primera Casa de Estudios en esta materia.

## Clima
| Parámetros climáticos promedio de La Villa de Los Santos (normales 2001–2015, extremos 1964–presente) | Parámetros climáticos promedio de La Villa de Los Santos (normales 2001–2015, extremos 1964–presente) | Parámetros climáticos promedio de La Villa de Los Santos (normales 2001–2015, extremos 1964–presente) | Parámetros climáticos promedio de La Villa de Los Santos (normales 2001–2015, extremos 1964–presente) | Parámetros climáticos promedio de La Villa de Los Santos (normales 2001–2015, extremos 1964–presente) | Parámetros climáticos promedio de La Villa de Los Santos (normales 2001–2015, extremos 1964–presente) | Parámetros climáticos promedio de La Villa de Los Santos (normales 2001–2015, extremos 1964–presente) | Parámetros climáticos promedio de La Villa de Los Santos (normales 2001–2015, extremos 1964–presente) | Parámetros climáticos promedio de La Villa de Los Santos (normales 2001–2015, extremos 1964–presente) | Parámetros climáticos promedio de La Villa de Los Santos (normales 2001–2015, extremos 1964–presente) | Parámetros climáticos promedio de La Villa de Los Santos (normales 2001–2015, extremos 1964–presente) | Parámetros climáticos promedio de La Villa de Los Santos (normales 2001–2015, extremos 1964–presente) | Parámetros climáticos promedio de La Villa de Los Santos (normales 2001–2015, extremos 1964–presente) | Parámetros climáticos promedio de La Villa de Los Santos (normales 2001–2015, extremos 1964–presente) |
| Mes                                                                                                   | Ene.                                                                                                  | Feb.                                                                                                  | Mar.                                                                                                  | Abr.                                                                                                  | May.                                                                                                  | Jun.                                                                                                  | Jul.                                                                                                  | Ago.                                                                                                  | Sep.                                                                                                  | Oct.                                                                                                  | Nov.                                                                                                  | Dic.                                                                                                  | Anual                                                                                                 |
| --- | --- | --- | --- | --- | --- | --- | --- | --- | --- | --- | --- | --- | --- |
| Temp. máx. abs. (°C)                                                                                  | 35.5                                                                                                  | 36.6                                                                                                  | 36.2                                                                                                  | 37.8                                                                                                  | 38.3                                                                                                  | 37.2                                                                                                  | 36.2                                                                                                  | 36.2                                                                                                  | 36.0                                                                                                  | 36.0                                                                                                  | 36.0                                                                                                  | 35.4                                                                                                  | 38.3                                                                                                  |
| Temp. máx. media (°C)                                                                                 | 32.6                                                                                                  | 33.1                                                                                                  | 33.6                                                                                                  | 34.2                                                                                                  | 33.5                                                                                                  | 32.2                                                                                                  | 32.0                                                                                                  | 32.1                                                                                                  | 32.1                                                                                                  | 31.6                                                                                                  | 31.5                                                                                                  | 32.1                                                                                                  | 32.6                                                                                                  |
| Temp. media (°C)                                                                                      | 28.2                                                                                                  | 28.5                                                                                                  | 29.0                                                                                                  | 29.7                                                                                                  | 29.1                                                                                                  | 28.2                                                                                                  | 28.0                                                                                                  | 27.9                                                                                                  | 27.9                                                                                                  | 27.5                                                                                                  | 27.5                                                                                                  | 27.8                                                                                                  | 28.3                                                                                                  |
| Temp. mín. media (°C)                                                                                 | 23.8                                                                                                  | 23.9                                                                                                  | 24.4                                                                                                  | 25.1                                                                                                  | 24.7                                                                                                  | 24.2                                                                                                  | 24.0                                                                                                  | 23.8                                                                                                  | 23.6                                                                                                  | 23.4                                                                                                  | 23.4                                                                                                  | 23.4                                                                                                  | 24.0                                                                                                  |
| Temp. mín. abs. (°C)                                                                                  | 17.0                                                                                                  | 17.5                                                                                                  | 16.7                                                                                                  | 17.5                                                                                                  | 17.8                                                                                                  | 17.2                                                                                                  | 17.8                                                                                                  | 17.8                                                                                                  | 18.3                                                                                                  | 17.8                                                                                                  | 16.7                                                                                                  | 14.4                                                                                                  | 14.4                                                                                                  |
| Lluvias (mm)                                                                                          | 10.2                                                                                                  | 0.6                                                                                                   | 3.5                                                                                                   | 22.1                                                                                                  | 115.7                                                                                                 | 137.6                                                                                                 | 96.6                                                                                                  | 125.0                                                                                                 | 160.8                                                                                                 | 223.2                                                                                                 | 126.9                                                                                                 | 44.2                                                                                                  | 1066.4                                                                                                |
| Horas de sol                                                                                          | 255.0                                                                                                 | 244.9                                                                                                 | 268.7                                                                                                 | 229.0                                                                                                 | 162.9                                                                                                 | 120.7                                                                                                 | 128.5                                                                                                 | 131.3                                                                                                 | 124.1                                                                                                 | 136.8                                                                                                 | 154.2                                                                                                 | 202.5                                                                                                 | 2158.6                                                                                                |
| Fuente n.º 1: IMHPA                                                                                   | | | | | | | | | | | | | |
| Fuente n.º 2: INEC                                                                                    | | | | | | | | | | | | | |